# Henri Bréchu
Henri Bréchu, né le 1er décembre 1947 à Gap, est un ancien skieur alpin français originaire de Serre Chevalier.

## Coupe du monde
- Meilleur résultat au classement général : 11e en 1970
  - 1 victoire : 1 slalom
  - 5 podiums

### Saison par saison
- Coupe du monde 1970 :
  - Classement général : 11e
    - 1 victoire en slalom : Madonna di Campiglio
- Coupe du monde 1971 :
  - Classement général : 39e

## Arlberg-Kandahar
- Meilleur résultat : 30e place dans la descente 1973 à Sankt Anton